# Ornithology
Ornithology è uno standard jazz Bebop composto da Charlie Parker e da Benny Harris.
Il curioso titolo della composizione (in italiano "ornitologia") è un riferimento al celebre soprannome di Parker, "Bird" (uccello). Charlie Parker registrò il brano per la prima volta il 28 marzo 1946 per l'etichetta Dial. Il brano, uno dei più conosciuti di Parker, è stato introdotto nella Grammy Hall of Fame nel 1989.
Il brano, oltre ad essere stato riproposto in concerto moltissime volte da Parker stesso e da altri jazzisti bebop, fu all'epoca anche pubblicato come singolo con sul Lato B A Night in Tunisia, altro celebre standard jazz.

## Il brano
Ornithology è in realtà un mascheramento, trattandosi di una nuova melodia scritta sopra la progressione di accordi di un'altra canzone, per la precisione lo standard jazz How High the Moon (sul quale sono basati moltissimi altri brani bebop). Nel jazz, un mascheramento è una composizione musicale costituita da una nuova melodia sovrapposta ad una struttura armonica preesistente. Il termine può anche essere spiegato come l'uso di progressioni di accordi presi in prestito al fine di creare qualcosa di nuovo e indipendente. Come metodo di composizione, il "mascheramento" è stato di particolare importanza nel 1940 per lo sviluppo del bop, dal momento che ha permesso ai vari jazzisti di creare nuovi pezzi su cui potevano poi improvvisare immediatamente, senza dover chiedere il permesso o pagare i diritti d'autore per materiali protetti da copyright (infatti, mentre le melodie possono essere protette da copyright, le strutture di base armoniche no).

## Formazione
- Charlie Parker - sax alto
- Miles Davis - tromba
- Eli "Lucky" Thompson - sax tenore
- Michael "Dodo" Marmarosa - pianoforte
- Vic MicMillan - contrabbasso
- Roy Porter - batteria

## Cover
Altre versioni notevoli della canzone sono state registrate da Bud Powell, Babs Gonzales, Anthony Braxton, Sheila Jordan, Bireli Lagrene, Red Mitchell, Gerry Mulligan, Oscar Peterson, Dave Pike, Tony Scott, Archie Shepp, Sonny Stitt e George Wallington.
La prima delle versioni di How High the Moon registrate da Ella Fitzgerald, nel 1947, è già chiaramente ispirata al nuovo stile e approccio del Bebop. Al punto da citare, ad un certo punto dell'improvvisazione, direttamente proprio l'attacco e il tema di Ornithology di Charlie Parker. 
Non possiamo inoltre non citare la versione di Ornithology registrata nel 1951 per l'album The Amazing Bud Powell, da Bud Powell, grandissimo pianista e altro nome di spicco del Bebop. Qui Bud Powell non solo re-interpreta a modo suo il nuovo standard di Charlie Parker (che a sua volta re-interpretava lo standard How High the Moon) ma ci infila una corposa citazione di un altro brano dello stesso Powell: Celia, a sua volta tratto dall'album Jazz Giant, registrato nel 1949-50.